# Wonder Woman (2017)
Wonder Woman is een Amerikaanse superheldenfilm uit 2017, geregisseerd door Patty Jenkins. De film is gebaseerd op het DC Comics-personage Wonder Woman van William Moulton Marston en werd gedistribueerd door Warner Bros. Pictures. Het is de vierde film in het DC Extended Universe. Gal Gadot vertolkte de gelijknamige titelrol. De film werd door zowel de pers als het publiek goed ontvangen. 

## Verhaal
Diana, prinses van de Amazonen is een meisje dat met haar familie woont op het eiland Themyscira. Als ze een jonge sterke vrouw is geworden, crasht er een vliegtuig met een Britse piloot in een Duits uniform in zee bij het eiland, daarna redt Diana hem uit het water. De piloot met de naam Steve Trevor blijkt een spion uit de Eerste Wereldoorlog te zijn. Als Diana van hem hoort over de oorlog, vermoedt ze dat dit veroorzaakt wordt door Ares, de god van de oorlog. Diana wil deze god stoppen om zo miljoenen levens te kunnen redden. Ze verlaat haar eiland en gaat samen met Steve naar Londen om daar eerst belangrijke informatie af te geven die Steve heeft verzameld. Daarna gaan ze naar het front op zoek naar de meedogenloze Ares, om zo de oorlog vroegtijdig te beëindigen. Tijdens deze missie krijgt Diana ook hulp van een aantal vrienden van Steve.

## Rolverdeling
| Acteur                 | Personage                   |
| ---------------------- | --------------------------- |
| Gal Gadot              | Diana Prince / Wonder Woman |
| Chris Pine             | Steve Trevor                |
| Connie Nielsen         | Hippolyta                   |
| Robin Wright           | Antiope                     |
| Danny Huston           | Generaal Erich Ludendorff   |
| David Thewlis          | Ares / Sir Patrick Morgan   |
| Saïd Taghmaoui         | Sameer                      |
| Ewen Bremner           | Charlie                     |
| Eugene Brave Rock      | Chief                       |
| Elena Anaya            | Isabel Maru / Doctor Poison |
| Lucy Davis             | Etta Candy                  |
| Lilly Aspell           | Diana, 8 jaar               |
| Emily Carey            | Diana, 12 jaar              |
| Lisa Loven Kongsli     | Menalippe                   |
| Mayling Ng             | Orana                       |
| Florence Kasumba       | Senator Acantha             |
| Madeleine Vall Beijner | Egeria                      |
| Hayley Jane Warnes     | Aella                       |
| Ann Wolfe              | Artemis (als Ann J. Wolfe)  |
| Ann Ogbomo             | Philippus                   |
| Eleanor Matsuura       | Epione                      |
| Josette Simon          | Mnemosyne                   |
| Doutzen Kroes          | Venelia                     |
| Samantha Jo            | Euboea                      |

## Achtergrond

### Productie
Plannen om de film te regisseren had Patty Jenkins al in 2005, maar werden telkens tijdens gesprekken met de filmmaatschappij uitgesteld totdat ze in 2015 uiteindelijk kon beginnen met de productie.
Wonder Woman markeert het eerste filmproject met zo een groot budget waarin een vrouwelijke regisseur is aangesteld en een vrouwelijk personage centraal staat, hetgeen in sociale media discussies over feminisme in Hollywood heeft ontketend. Jenkins was ten tijde van de opnamen de tweede vrouw die een filmproject met een budget van meer dan $100 miljoen werd toevertrouwd - de eerste was Kathryn Bigelow voor K-19: The Widowmaker (2002). Jenkins wilde Wonder Woman "complex en ‘echt’ maken – een vrouw waarin ze zichzelf herkent".
Ter voorbereiding bivakkeerde Gadot zes maanden lang in een trainingskamp waar ze zich verschillende vechttechnieken meester maakte, alsmede leerde paardrijden.

### Muziek
Rupert Gregson-Williams heeft de originele filmmuziek geschreven. Zangeres Sia zong samen met Labrinth speciaal voor de soundtrack het nummer "To Be Human". De soundtrack werd gelijktijdig met de première in Noord-Amerika uitgebracht op cd, vinyl en digitaal door het label WaterTower Music.

### Ontvangst
De film ging in première op 14 mei 2017 in Shanghai. Het openingsweekend wereldwijd leverde de film  $228 miljoen op, ruim $55 miljoen meer dan experts hadden voorspeld, waarmee het als 41e bestverdienende film was op dat moment. Jenkins behaalde hiermee het beste openingsweekend voor een vrouwelijke regisseur in de geschiedenis van Hollywood, een titel die eerder op de naam van Sam Taylor-Johnson stond voor Fifty Shades of Grey (2015). Daarbij was het - na flops als Catwoman (2004) en Elektra (2005) - voor het eerst dat een superheldenfilm waarin een vrouw centraal staat een kassucces werd.
Feminisme is het thema dat ook centraal staat in de pers, zowel in de Verenigde Staten als Nederland. Journalist David Edelstein van New York Magazine werd bekritiseerd voor vermeend seksisme in zijn review. Recensent van het NRC Handelsblad bekroonde de film met vijf uit vijf sterren, uitte haar lof voor Wonder Womans status als feministisch icoon en "subversieve superheld die Hollywood hard nodig heeft". Over de inhoud van de film vervolgde ze: "Door een mix van screwball comedy en spionnenfilm, genres die excelleren in filmplezier, valt de film niet ten prooi aan de loodzware ernst of de dodelijke ironie die het superheldengenre langzaam om zeep aan het helpen was. Maar wie denkt dat de film daarmee z’n core business vergeet: zelfverzekerd bouwt hij op naar de grote spektakelscènes die het genre verlangt. Wonder Woman erotiseert met beauty, brains, biceps en klassiek filmmaken. [..] Meer nog dan een verrukkelijke film – het is waar, het is bevrijdend en verfrissend om eens een superheldenfilm te zien die vrouwen serieus neemt! – is Wonder Woman hard op weg om het sociologische fenomeen van het jaar te worden."
Recensent van Het Parool had vier sterren voor de film over: "In de actiescènes leunt ze iets te nadrukkelijk op de slowmotionacrobatiek die Snyder in zijn beukende stripfilm 300 (2007) introduceerde, maar haar bijdrage aan het genre behoort tot de beste superheldenfilms van de laatste jaren."

## Prijzen en nominaties
De belangrijkste:
| Jaar | Prijs                  | Categorie              | Genomineerde(n)               | Uitslag     |
| ---- | ---------------------- | ---------------------- | ----------------------------- | ----------- |
| 2018 | Critics' Choice Awards | Beste kostuums         | Lindy Hemming                 | Genomineerd |
| 2018 | Critics' Choice Awards | Beste visuele effecten | Beste visuele effecten        | Genomineerd |
| 2018 | Critics' Choice Awards | Beste actiefilm        | Beste actiefilm               | Gewonnen    |
| 2018 | Satellite Awards       | Beste bewerkte script  | Jason Fuchs en Allan Heinberg | Genomineerd |
| 2018 | Satellite Awards       | Beste soundtrack       | Rupert Gregson-Williams       | Gewonnen    |
| 2018 | Satellite Awards       | Beste visuele effecten | Beste visuele effecten        | Genomineerd |